# Processo tre alfa

Sezione d'urto dei processi di nucleosintesi al variare della temperatura: il processo tre alfa richiede la temperatura più alta dei tre processi principali.

Il processo tre alfa è il processo per cui tre nuclei di elio (particella α) sono alla fine trasformati in carbonio dopo una complessa serie di reazioni nucleari che passa attraverso la sintesi del berillio-8, che è una reazione endotermica cioè assorbe energia dal plasma. È uno dei processi di nucleosintesi stellare, e si pensa sia che il passaggio dal ciclo CNO al processo tre alfa sia connesso con la fase di pulsazione che attraversano alcune stelle chiamate cefeidi.

## Reazioni

Diagramma del processo tre alfa

Questa reazione di fusione nucleare può avvenire solo in ambienti che siano ricchi di elio, sottoposti a pressioni elevate e a temperature superiori a 100.000.000 gradi. Avviene solo quindi all'interno di stelle in stadio di evoluzione avanzato, dove l'elio prodotto dalla catena protone-protone e dal ciclo del carbonio-azoto si è accumulato al centro della stella. Poiché l'elio inizialmente non produce energia, la stella collassa finché la temperatura al centro non raggiunge i ~100×106 K necessari perché inizi la fusione dell'elio, che dà luogo alla formazione di 8Be, secondo la seguente reazione:
4He + 4He ↔ 8Be (-93,7 keV)
8Be + 4He ↔ 12C + γ (+ 7,367 MeV)
La prima reazione è endotermica, mentre la seconda è esotermica. Pertanto l'energia netta complessivamente rilasciata dal processo è di 7,275 MeV.
Il 8Be prodotto nel primo passo è instabile, e decade in due nuclei di elio in 2,6×10−16 secondi. Ma nelle condizioni che permettono la fusione dell'elio si forma una piccola abbondanza di 8Be in equilibrio. La cattura di un'altra particella alfa conduce quindi al 12C. Questa conversione di tre particelle alfa in 12C è chiamato il processo tre alfa.
La cinetica di reazione di questo processo è molto lenta a causa dell'instabilità del 8Be ed è quindi necessario un lungo periodo di tempo per dare luogo alla produzione di carbonio a partire da una iniziale atmosfera di idrogeno. Una conseguenza è che il carbonio non poté formarsi al momento del Big Bang, perché la temperatura dell'universo scese troppo rapidamente al di sotto di quella necessaria per la fusione dell'elio.
Ordinariamente, le probabilità di questa reazione sarebbero estremamente piccole. Ma il berillio-8 ha quasi la stessa energia di due particelle alfa. Nel secondo passo, 8Be + 4He hanno quasi lo stesso livello energetico dello stato eccitato del 12C. Queste risonanze aumentano notevolmente la probabilità che una particella alfa incidente si combini col berillio-8 per formare un nucleo di carbonio.
Come reazione collaterale del processo, un nucleo di carbonio si può fondere con un altro nucleo di elio per produrre un isotopo stabile dell'ossigeno e rilasciare energia:
12C + 4He → 16O + γ (+7,162 MeV)

## Aspetti storici e concettuali
Che l'esistenza stabile del carbonio dipenda da livelli energetici dei nuclei atomici collocati esattamente nel punto e col valore necessario - rispetto a numerosi altri fisicamente possibili e almeno altrettanto probabili - fu ipotesi avanzata, con accurata predizione dei fattori suindicati, per primo e unicamente dall'astrofisico Fred Hoyle (negli anni iniziali del 1950), ispirato dai processi atomici interni alle stelle negli studi relativi soprattutto alla classe delle giganti rosse. Tale ipotesi predittiva di Hoyle fu, circa tre anni dopo, verificata e confermata sperimentalmente nei laboratori del Caltech dal fisico nucleare con cui aveva collaborato: William A.Fowler. Questi seguì applicativamente quest'idea nella propria ricerca, impresa che gli valse il Nobel. All'epoca, e almeno fino ai primi anni '60, la collaborazione tra fisici sperimentali e astronomi era più consueta e sinergica di ora in quanto con l'osservazione dei corpi celesti e stellari, dei relativi spettri elettromagnetici e fasi di sviluppo, si cercava ancora di capire molti meccanismi sulla produzione di elementi atomici, della loro diffusione (o abbondanze) e conseguenze naturali sia rispetto all'ambiente terrestre e interplanetario che all'insieme cosmico. La scoperta di questa  risonanza è giudicata dai simpatizzanti del principio antropico uno fra i vari e rilevanti argomenti a sostegno della loro concezione, in quanto interamente predetta e pensata per esplicare l'apparire della vita e quindi della specie umana. Ma pur se padre teorico della scoperta del processo Hoyle non aderì mai al principio antropico (le cui formulazioni significative son comunque posteriori a detta intuizione). Egli ponderò la scelta dell'ipotesi col discrimine della sua finalità biologica (ponendo così la biosfera quale dato effettuale da cui utilmente partire per programmare la linea di ricerca) inquadrandola poi (considerando le regolarità e la generale calibrazione delle leggi fisiche globali come le costanti di accoppiamento) in ciò che fu la sua peculiare visione della genesi biochimica planetaria: cioè una sorta d'ingegneria cosmica basata su una panspermìa parzialmente variante dall'idea di Svante August Arrhenius. 
In contrasto con la maggioranza accademica Hoyle sostenne l'ipotesi d'un "disegno intelligente" (come in genere viene definito questo tipo d'approccio), attuato da intelligenze extraterrestri progressivamente evolutesi, distribuite e operanti all'interno dell'universo considerato stazionario, ossia senza inizio temporale e spazialmente illimitato. Proprio tale infinità cosmica avrebbe permesso la presenza di entità superiori, figlie e promotrici di uno sviluppo scientifico e tecnologico così elevato in quanto senza termine e senza inizio determinabile. In questo contesto l'eventuale immagine d'una divinità creatrice e causa prima non è contemplata, o comunque tenuta sullo sfondo e priva di connotati religiosi, differenziando tale modello dal più semplicistico creazionismo.
Va precisato che questa originale prospettiva paradigmatica Hoyle la maturò nel tempo, e non è simultanea alla sua teorizzazione del processo triplo alfa.
Anche il noto fisico e accademico Paul Davies (pur scostandosi dalla tesi di Hoyle) valuta questo processo nucleare così peculiare da richiedere interpretazioni epistemologiche oltre alla sola fisica empirica e descrittiva. Egli ribadisce che il processo, coincidendo con la produzione del carbonio e specificando quanto questo risulti efficiente per permettere forme organiche e cerebrali abbastanza complesse, possa legittimamente considerarsi un indizio per ritenere la funzione vitale, e (quale suo conseguente stadio evolutivo) l'intelligenza, parte integrante delle leggi fisiche connaturali all'universo. Genesi e sviluppo della vita sarebbero dunque, pur se non preordinati da menti superiori, fenomeni emergenti necessari e non casuali, insiti logicamente nei meccanismi che regolano la costituzione del cosmo. Così anche la coscienza sosterrebbe un ruolo significativo e attivo per l'assetto naturale globale: al proposito l'Autore si allaccia, espressamente citandola, alla celebre ipotesi che Eugene Wigner elaborò con motivazioni quantistiche. Ciò lo porta a concludere che, in presenza di sufficienti pianeti extrasolari con condizioni adatte, forme esobiologiche ed eventuali civiltà extraterrestri non dovrebbero rappresentare un fenomeno troppo raro.

## Nucleosintesi stellare
Il passo successivo della fusione, in cui l'ossigeno si combina con una particella alfa per formare il neon, è molto più difficile a causa delle regole sullo spin nucleare. Si crea quindi una situazione in cui la nucleosintesi stellare produce grandi quantità di carbonio e ossigeno, ma solo una piccola frazione di questi elementi è convertita in neon e in elementi più pesanti.
Il processo di fusione nucleare permette la produzione degli elementi fino al nichel, che successivamente decade in ferro. Gli elementi più pesanti del nichel sono invece il risultato della cattura neutronica. Il processo di cattura lenta (Processo S), porta alla produzione di circa metà degli elementi pesanti. I rimanenti sono il risultato del processo di cattura rapida (Processo R), legato al collasso delle supernove.